# Eclissi solare del 13 dicembre 1974
L'Eclissi solare del  13 dicembre 1974  è stato un evento astronomico che ha avuto luogo il suddetto giorno attorno alle ore 16:13 UTC. Tale evento ha avuto luogo nella maggior parte del Nord America e in alcune aree circostanti. L'eclissi del 13 dicembre 1974 è diventata la seconda eclissi solare nel 1974 e la 171ª nel XX secolo. La precedente eclissi solare si è verificata il 20 giugno 1974, la seguente l'11 maggio 1975.

## Percorso e visibilità
Questa eclissi solare parziale era visibile nel sud orientale del Canada, presso il gruppo di isole Saint Pierre e Miquelon, Groenlandia meridionale, Stati Uniti continentali, Bermuda e America centrale esclusa la costa sud-occidentale del Messico. Inoltre è stata visibile in Nicaragua sud-occidentale, Costa Rica, Panama e Colombia settentrionale; Venezuela settentrionale, Azzorre, Isole Madeira, una piccolissima area costiera nel nord-ovest del Marocco, nella penisola iberica occidentale e nell'angolo sud-occidentale dell'Irlanda.

## Eclissi correlate

### Eclissi solari 1971 - 1974
Questa eclissi è un membro di una serie semestrale. Un'eclissi in una serie semestrale di eclissi solari si ripete approssimativamente ogni 177 giorni e 4 ore (un semestre) in nodi alternati dell'orbita della Luna.